# Ghimbav
Ghimbav (en allemand : Weidenbach; en hongrois : Vidonbák) est une ville de Transylvanie en Roumanie, dans le comté de Brașov.

## Localisation
La ville de Ghimbav est située dans la partie de centre-est du comté Braşov (à 12 km du centre-ville de Brașov), à l'extrême sud de Pays de la Bârsa (région ethno-culturelle et historique), sur la rive de la rivière Ghimbăşel.

## Monuments et lieux touristiques
- Église évangélique fortifiée Saint Pierre (construite aux XIIIe et XVe siècles, monument historique[2]
- Église orthodoxe Sainte Trinité (construite 1780), monument historique[3]